# 露丝·杜亚迪
露丝·杜亚迪（法語：Luce Douady，2003年11月17日—2020年6月14日）是一名法国攀岩運動員，曾于2019年獲得世界青年冠军以及IFSC攀登欧洲锦标赛铜牌。
2020年6月14日，杜亚迪在法国伊泽尔省圣庞克拉斯攀岩时坠崖身亡，年僅16岁。